# Fassadentheorie
Als Fassadentheorie wird in der Philosophie, Psychologie und Anthropologie eine Theorie bezeichnet, wonach der Mensch in seinem Verhalten nur eine dünne moralische Fassade besitzt, die durch Kultur und Zivilisation entstanden ist und seine egoistische und destruktive Natur überdeckt. In Krisensituationen und unter emotionalem Druck kann diese Fassade leicht zusammenbrechen, sodass amoralische und asoziale Tendenzen die Oberhand gewinnen.

## Geschichtliche Entwicklung
Die Fassadentheorie geht zurück auf Thomas Hobbes, der schon im 16. Jahrhundert in seinem Buch Leviathan schrieb: „Der Mensch ist dem Menschen ein Wolf.“ Er drückte damit aus, dass seiner Meinung nach der Mensch von Natur aus böse und egoistisch veranlagt ist und nur durch gesellschaftliche Normen gezähmt wird, die eine absolutistische Obrigkeit durchsetzen muss, weil ansonsten ein gemeinschaftliches Leben unmöglich ist. Auch Thomas Huxley vertrat im 19. Jahrhundert ein ähnliches Menschenbild. Er meinte, der Mensch müsse dauernd gegen seine evolutionär entstandenen destruktiven Triebe ankämpfen. Die menschliche Ethik könne deshalb als ein Sieg über die natürliche Evolution angesehen werden, der aber immer wieder neu erkämpft werden muss. In der ersten Hälfte des 20. Jahrhunderts bezeichnete Sigmund Freud den unbewussten und von Trieben gesteuerten Teil der menschlichen Seele als „Es“. Ein wichtiger Teil davon ist laut Freud der Todestrieb. Unter emotionalem Stress kann „Es“ relativ leicht die Kontrolle übernehmen und beim Menschen moralische Grundsätze außer Kraft setzen. 1961 führte der amerikanische Psychologe Stanley Milgram ein Experiment durch, das zeigen sollte, wie leicht Menschen durch autoritäre Anweisungen dazu gebracht werden können, amoralische Dinge zu tun. Konrad Lorenz vertritt in seinem 1963 erschienenen Buch Das sogenannte Böse ebenfalls die Auffassung, dass der Mensch einen angeborenen Aggressionstrieb besitzt, der immer wieder Kriege auslöst und letztlich zur Vernichtung der ganzen Menschheit führen kann. 1971 führte der Psychologe Philip Zimbardo das Stanford-Prison-Experiment durch. Es zeigte angeblich, dass Studenten, die als Gefängniswärter eingesetzt wurden, schnell ihre moralischen Grundsätze verloren und die Gefangenen quälten. Der Evolutionsbiologe Richard Dawkins veröffentlichte 1976 das Buch Das egoistische Gen, in dem er den Egoismus als biologische Grundlage der Vererbung beschreibt.
Seit einigen Jahren wird der Fassadentheorie jedoch auch deutlich widersprochen. Insbesondere der niederländische Primatologe und Verhaltensforscher Frans de Waal vertritt in seinem Buch von 2008 Primaten und Philosophen die Meinung, dass die Moral durchaus auch evolutionäre Grundlagen hat. Diese Auffassung vertritt auch der Historiker Rutger Bregman in seinem Buch Im Grunde gut. Eine neue Geschichte der Menschheit. Er weist vor allem nach, dass die Experimente von Milgram und Zimbardo unter sehr fragwürdigen Umständen durchgeführt wurden. Außerdem zeigt Bregman an vielen Beispielen, dass moralische Prinzipien auch unter schwierigen Umständen oft das Handeln der Menschen weiter bestimmen und der reine Egoismus nicht so leicht die Oberhand gewinnt, wie auf Grund der Fassadentheorie zu erwarten wäre.